# Emertsham
Emertsham ist ein Gemeindeteil der Gemeinde Tacherting im Landkreis Traunstein in Bayern.

## Lage

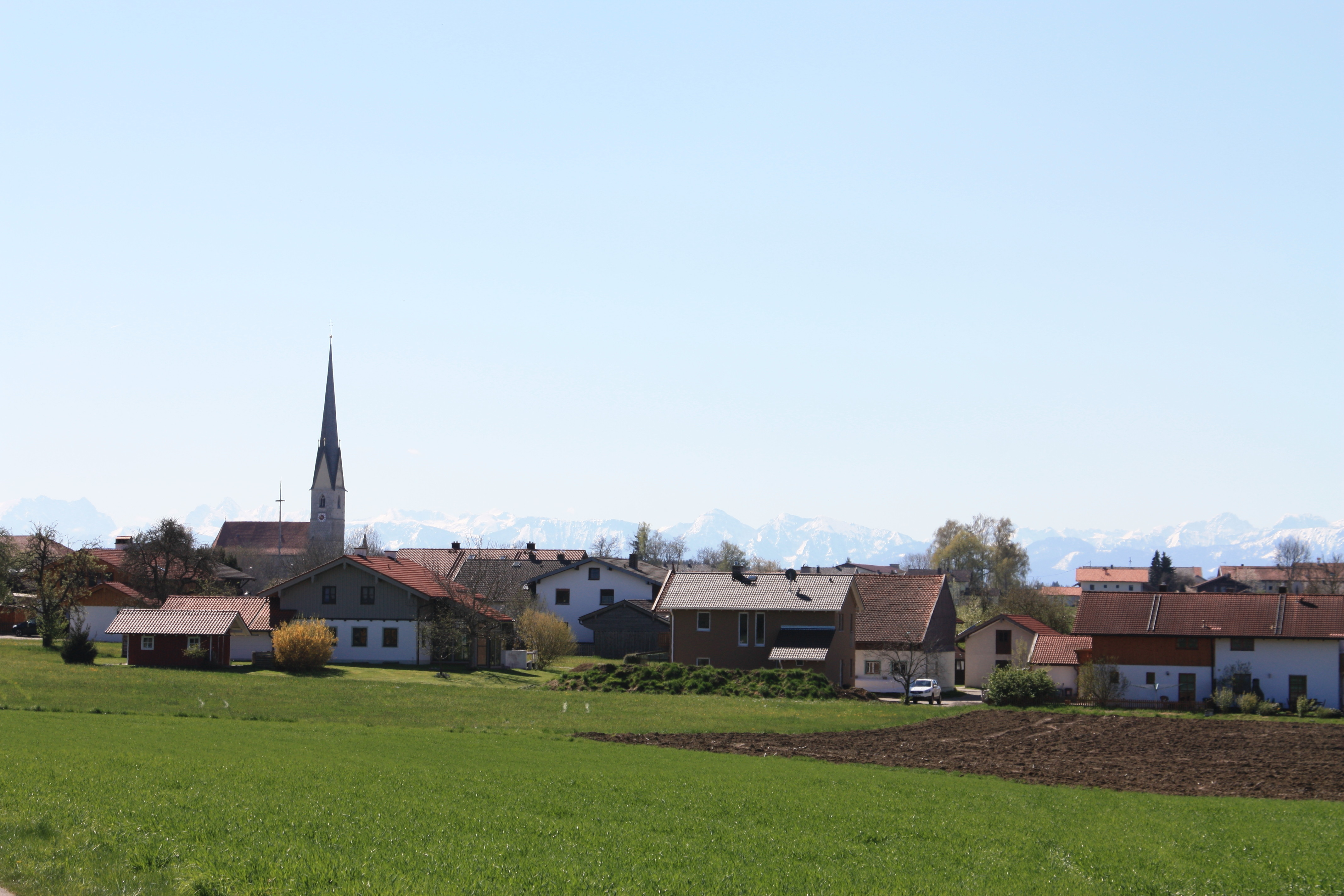
Blick auf Emertsham mit Alpen im Hintergrund

Emertsham liegt an der Staatsstraße 2091 von Trostberg nach Kraiburg a.Inn in waldreicher Höhenlage.

## Geschichte
Das Taufbuch von 1717 bis 1751 enthält auf dem Einbanddeckel die Inschrift Notandum Ecclesia fililalis St. Vitii Emertshamb suit fundate anno domini 792. Die Filialkirche St. Vitus Emertsham wurde im Jahre 792 gegründet. Um 900 n. Chr. soll in Emertsham eine kleine Kirche aus Holz gestanden haben, die Eigentum der Freibauern war. Im 12. Jahrhundert soll diese Kirche zu einem romanischen Steinbau erweitert worden sein.  Um 1420 soll sie vom „Teufel von Jettenbach“ zerstört und 1480 wieder aufgebaut worden sein. Das Material – Nagelfluhsteine – wurde im Mörntal gewonnen.
Urkundlich wurde Emertsham im 12. Jahrhundert als Engilpretzesheim nach dem Gründer Engilprecht erwähnt. (Entnommen aus Salzburger Urkunden von 1144.) Einzelne zu Emertsham gehörige Ortschaften waren Arfling, 1005 als Erfmaringa bekannt, und Altenham als Alterolzheim, von dessen Schloss noch 1720 Ruinen standen, die aber heute völlig verschwunden sind. Der genaue Standort dieses Schlosses konnte nicht mehr rekonstruiert werden.
Nach Aufzeichnungen wurde Emertsham im Jahre 1349 und während des Dreißigjährigen Krieges von der Pest schwer heimgesucht. Die Pesttoten wurden damals in Niederhausen, Schweinberg und Biburg begraben, woran noch zwei Pestkapellen erinnern. Am 22. August 1637 wurde das Dorf Emertsham von einem großen Brand heimgesucht.
1818 wurde durch das Gemeindeedikt in Bayern die politische Gemeinde Emertsham gegründet. Sie hatte im Jahr 1933 832 Einwohner. Am 1. Januar 1972 wurde Emertsham der Gemeinde Tacherting zugeordnet.

## Baudenkmäler
Siehe: Liste der Baudenkmäler in Emertsham